# Гамма (телеканал)
«Га́мма» — закритий український телеканал. Телеканал позиціонував себе як головний рупор Комуністичної партії України у телевізійному просторі.

## Історія
Телеканал отримав ліцензію на мовлення серії НР № 0152-м, яка була видана Національною радою України з питань телебачення і радіомовлення 20 квітня 2006 року. Тестове мовлення було розпочато 26 грудня 2006 року у рамках експерименту з впровадження ефірного цифрового телебачення стандарту DVB-T, а 10 вересня 2007 року канал вийшов у ефір з власної ефірної апаратної.
2009 року телеканал «Гамма» розпочав супутникову трансляцію та отримав ліцензію на мовлення серії НР № 0942-м, яка була видана Національною радою України з питань телебачення і радіомовлення 1 липня 2009 року.
«Гамма» транслюється цілодобово, його наповнення призначене для різних вікових та соціальних категорій населення, позиціоновано як канал «для всієї родини». В ефірі транслюються новини України та світу, різноманітні програми, фільми, кулінарні, музичні шоу, серіали, мультфільми тощо.
Більшість глядачів телеканалу — люди віком від 14 до 49 років. Як правило, це ті хто працює або студенти; із середнім і вище рівнем доходу. За даними компанії GFK, співвідношення глядацької аудиторії чоловіків та жінок — 52 на 48 відсотків.
Дивитися канал «Гамма» можна було на 64 ТВК (частота 818 МГц) у цифровому форматі DVB-T у Києві та прилеглих районах, а також у кабельних мережах України.
З 1 грудня 2015 року канал припинив своє мовлення на супутнику, на його частоті розпочав мовлення телеканал «Дача». 29-30 березня 2016 року канал тимчасово відновив супутникове мовлення, але 4 квітня припинив його знову.
З 24 червня 2016 року канал вів своє мовлення на власному сайті в онлайн. З 1 лютого 2017 року телеканал припинив своє мовлення.

## Власники
Генеральний директор — син лідера українських комуністів Андрій Симоненко. Власниками каналу є родина лідера українських комуністів Петра Симоненка.

## Програми власного виробництва
- «Гамма новин»
- «Гамма смаку»
- «Містер і Місіс С»
- «Столичні таємниці»
- «Купаж»
- «Музика»
- «5 від одного»
- «Врахуй»
- «Деньги»
- «Вторгнення»
- «Детективна агенція „Диваки“»
- «Здорове життя»
- «Живе багатство України»

Програми: «Гамма смаку», «Містер і Місіс С», «Столичні таємниці», «Купаж», «Музика», «5 від одного», «Врахуй», «Деньги», «Вторгнення», «Детективна агенція „Диваки“», «Здорове життя», і «Живе багатство України», 2011 року визнано «ідеологічно неправильними» та їхнє виробництво було припинено[джерело?].